# Ntlanhla Morgan Kutu
Ntlanhla Morgan Kutu (* 23. Juni 1995 in Johannesburg, Gauteng) ist ein südafrikanischer Schauspieler.

## Leben
Kutu wurde am 23. Juni 1995 in Johannesburg geboren. Von 2015 bis 2017 besuchte er die AFDA, The School for the Creative Economy und machte seinen Bachelor of Arts in den Fächern Film-, Kino- und Videostudien. Von 2018 bis 2019 erlangte er ebenfalls an der AFDA seinen Bachelor of Arts in Live Performance. Neben Englisch spricht er fließend isiXhosa. Er spielte in mehreren, von der AFDA produzierten Theaterstücken mit und war unter anderem in der Rolle des Banquo im Stück Macbeth zu sehen. Sein Filmschauspieldebüt feierte er 2019 als jeweiliger Hauptdarsteller in den beiden Kurzfilmen Welcome und Timêla, die am 22. November 2019 auf dem AFDA Graduation Film Festival gezeigt wurden. 2021 machte er sein Spielfilmdebüt im Film Four walls and a roof in der Rolle des Fats. Der Film wurde unter anderen am 27. September 2021 auf dem Zimbabwe Bioskop Film Festival gezeigt. Im Folgejahr wirkte er in einer Episode der Fernsehserie Tali's Joburg Diary mit. 2023 wurde bekannt, dass er die Rolle des Lucky Lou, einen mächtigen Piraten, in der Netflix-Serie One Piece verkörpern soll. Tatsächlich war er in drei Episoden der ersten Staffel in dieser Rolle zu sehen.

## Filmografie (Auswahl)
- 2019: Welcome (Kurzfilm)
- 2019: Timêla (Kurzfilm)
- 2021: Four walls and a roof
- 2022: Tali's Joburg Diary (Fernsehserie, Episode 1x04)
- 2023: One Piece (Fernsehserie, 3 Episoden)

## Theater (Auswahl)
- Twelfth Night, Regie: Tamsin Lancaster, Cedar House
- Agamemnon, Regie: Matlatsi Mokgonyana, AFDA
- Wazo Albert, Regie: Lara Bye, AFDA
- Macbeth, Regie: Lara Bye, AFDA
- Undermined, Regie: Nhlanhla Mkhwanazi, AFDA